# KLS-13019
 (juillet 2022).
Le KLS-13019 est un dérivé du cannabidiol dont la chaîne latérale a été modifiée pour améliorer la solubilité et les propriétés de pénétration tissulaire. Il a été développé et breveté par Kannalife, filiale de Neuropathix, et s'est avéré 50 fois plus puissant que le cannabidiol en tant qu'agent neuroprotecteur, censé être médié par la modulation du canal échangeur sodium-calcium. Il avait également un index thérapeutique plus élevé que le cannabidiol,,. Le KLS-13019 et le cannabidiol ont empêché le développement de neuropathie périphérique induite par la chimiothérapie, tandis que seul le KLS-13019 a inversé de manière unique la douleur neuropathique causée par la chimiothérapie. Le KLS-13019 se lie à moins de cibles biologiques que le cannabidiol et le KLS-13019 peut posséder la capacité unique d'inverser le comportement addictif, un effet non observé avec le cannabidiol.

## Sources et références
1. ↑  « Discovery of KLS-13019, a Cannabidiol-Derived Neuroprotective Agent, with Improved Potency, Safety, and Permeability », ACS Medicinal Chemistry Letters, vol. 7, no 4,‎ avril 2016, p. 424–8 (PMID 27096053, PMCID 4834656, DOI 10.1021/acsmedchemlett.6b00009)
2. ↑  « Pharmacological Comparisons Between Cannabidiol and KLS-13019 », Journal of Molecular Neuroscience, vol. 66, no 1,‎ septembre 2018, p. 121–134 (PMID 30109468, PMCID 6150782, DOI 10.1007/s12031-018-1154-7)
3. ↑  « Knockdown siRNA Targeting the Mitochondrial Sodium-Calcium Exchanger-1 Inhibits the Protective Effects of Two Cannabinoids Against Acute Paclitaxel Toxicity », Journal of Molecular Neuroscience, vol. 68, no 4,‎ août 2019, p. 603–619 (PMID 31077084, PMCID 6615992, DOI 10.1007/s12031-019-01321-z)
4. ↑  « Behavioral and pharmacological effects of cannabidiol (CBD) and the CBD analogue KLS‐13019 in mouse models of pain and reinforcement », British Journal of Pharmacology,‎ avril 2021 (PMID 33822373, DOI 10.1111/bph.15486)